# Ludmila Cristea
Ludmila Cristea (ur. 27 marca 1986) – mołdawska zapaśniczka walcząca w stylu wolnym i judoczka. Dwukrotna olimpijka. Odpadła w pierwszej rundzie w turnieju judo w Sydney 2000, w wadze 57 kg. Dziesiąta w Pekinie 2008 w zawodach zapaśniczych w kategorii 55 kg.
Piąta na mistrzostwach świata w zapasach w 2005 i 2006. Zdobyła cztery medale na mistrzostwach Europy w latach 2006 - 2012.
Brała udział w mistrzostwach świata w judo 1995, 1999 i 2001. Stratowała w Pucharze Świata w 1995, 1996, 1999, 2000 i 2003 roku.